# Ингерманланд (линейный корабль, 1844)
«Ингерманланд» (при закладке «Иезекиль») — 74-пушечный парусный линейный корабль Балтийского флота Российской империи, один из 25 кораблей типа «Иезекиль».

## Описание корабля
Один из двадцати пяти 74-пушечных парусных линейных кораблей с деревянным корпусом типа «Иезекиль», построенных в Архангельске и Санкт-Петербурге с 1825 по 1863 год по проекту корабельного мастера A. M. Курочкина. Это была последняя крупная серия линейных кораблей российского парусного флота. Корабли этого типа отличались прочностью корпуса, хорошей мореходностью, удобным расположением артиллерии и рациональной планировкой внутренних помещений. 
Водоизмещение корабля составляло 3000 тонн, длина между перпендикулярами по сведениям из различных источников от 54,25 до 54,3 метра, ширина без обшивки — 14,6 метра, а осадка от 5,82 до 6 метров. По официальной классификации корабли этой серии относились к 74-пушечным, но в действительности несли от 74-х до 86-ти 24– и 36-фунтовых орудий.

## История службы
6 июля 1844 года в составе отряда под командой Генерал-Адмирала перешел из Архангельска в Кронштадт.
10 октября 1845 года во главе отряда под флагом вице-адмирала Ф. П. Литке (на борту находился великий князь Константин Николаевич) вышел из Кронштадта в дальнее плавание по маршруту Копенгаген — Плимут — Палермо — Неаполь — Тулон — Алжир — Гибралтар — Танжер — Лиссабон — Портсмут — Копенгаген. 23 июня 1846 года вернулся в Кронштадт.
В 1847 году в составе эскадры ходил в практическое плавание в Северное море до банки Доггер.
Участвовал в экспедиции БФ в датские воды в 1848—1850. В том числе, с 28 июля по 30 августа 1849 года в составе 2-й дивизии контр-адмирала З. З. Балка крейсировал у о-ва Готланд, 15 июня 1850 года вместе с ней пришел к о-ву Мэн, а затем перешел в пр-в Малый Бельт. До 11 июля находился на Зондербургском рейде, после чего вернулся в Кронштадт.
В 1852 году и 1853 году находился в практических плаваниях в составе эскадр в Балтийском море и Финском зал.
Участвовал в Крымской войне 1853—1856. В мае 1854 года встал по диспозиции на Малом Кронштадтском рейде на случай прорыва неприятельского флота.
С 1855 года стоял в Кронштадтской гавани, и 21 марта 1860 года исключен из списков судов Балтийского флота.

## Командиры корабля
Командирами линейного корабля «Ингерманланд» в составе Российского императорского флота в разное время служили:
- С. И. Мофет (1844—1846) — вице адмирал;
- С. В. Воеводский (1847, 1849—1850);
- А. С. Есаулов (1852—1855);